# アントニー・フォッカー

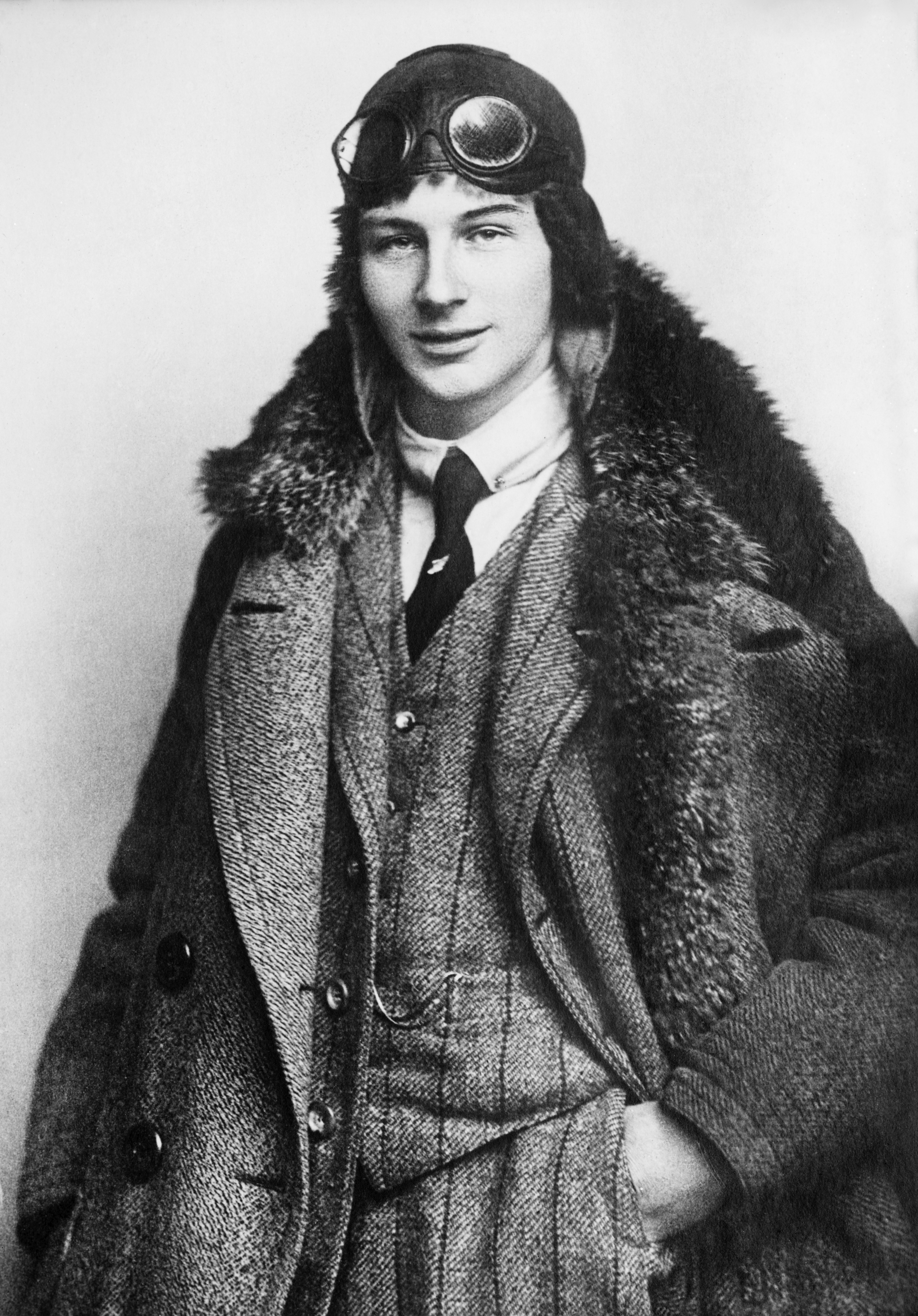
'Anthony' Fokker

アントン・ヘルマン・ゲラルト・"アントニー"・フォッカー（Anton Herman Gerard "Anthony" Fokker、1890年4月6日 - 1939年12月23日）は、フォッカー社の設立者。オランダ領東インド（現在のインドネシア）のブリタール（Blitar）生まれ。

## 生涯
オランダ領東インド（現在のインドネシア）のブリタール（Blitar）で生まれた。父親はコーヒー農園のオーナーである。4歳の時、妹とアントニーの教育のために家族はオランダに戻った。勉強は好きでなく高校を卒業できなかったが、機械に興味を持ち、機関車の模型や蒸気機関、模型飛行機を作った。金属板を使ってパンクしないタイヤのアイデアを考えたが、これはすでに開発されて、特許が出されていたアイデアであった。
最初に航空に興味をもったのは1908年にフランスでウィルバー・ライトが展示飛行をおこなった時で、フォッカーは当時20歳だった。1910年に父親によって自動車整備士の教育を受けるためにビンゲン技術学校に送られたが、飛行が行われていた場所のマインツのErste deutsche Automobil-Fachschuleに移った。1910年に最初の飛行機、フォッカー スピンを組み立てたが、この飛行機は仕事仲間の飛行中に木に衝突し、破損した。フォッカーは2機目のフォッカー スピンで飛行免許を取得した。オランダ女王ウィルヘルミナの誕生日の1911年8月31日にハールレムの聖バボ教会の塔を回る飛行を3機目のスピンで行いオランダで有名になった。
1912年にベルリン近くのヨハニシュタールに移り、Fokker Aeroplanbauを設立して、翌年シュヴェリンに移り会社をFokker Flugzeugwerke GmbH（後にFokker Werke GmbH）と改めた。第一次世界大戦が始まると、工場は政府が管理するものとなったが、フォッカーは支配人として留まり、ドイツ空軍のために多くの航空機を製作した。フォッカー単葉機やフォッカー Dr.Iなどが有名であり、700機の軍用機を製作した。
第一次世界大戦が終わると、ヴェルサイユ条約でドイツでは航空機、航空機用エンジンの製造ができなくなったので、1919年にフォッカーはオランダに戻り、オランダ航空機工場（Nederlandse Vliegtuigenfabriek ）を設立した。これは後にフォッカー航空機となった。オランダに戻る時、D.VIIやC.Iなどの多くの部品をオランダに運び、これが工場の立上げに役だった。オランダでは民間機の製造にシフトした。300機近くが生産された、3発旅客機のフォッカー F.VIIなどが成功を収めた。1922年にフォッカーはアメリカに渡り、後にアメリカ国籍を取得した。1923年にアメリカ支社、アトランティック・エアクラフト・コーポレーション・オブ・アメリカを設立した。1927年にViolet Austmanとニューヨークで結婚したが、妻は1929年にホテルの部屋から転落するという謎の死をとげた。1931年にフォッカーはアトランティック・エアクラフトをゼネラルモーターズに売却した。1939年にニューヨークで、肺炎により49歳で没した。

## 評伝
- Boyne, Walter J. The Smithsonian Book of Flight for Young People. Washington, DC: Smithsonian Institution, 1988. ISBN 0-689-31422-1.
- Dierikx, Marc. Fokker: A Transatlantic Biography. Washington, DC: Smithsonian Institution Press, 1997. ISBN 1-56098-735-9.
- Molson, K.M. Pioneering in Canadian Air Transport. Winnipeg: James Richardson & Sons, Ltd., 1974. ISBN 0-919212-39-5.
- Nevin, David. The Pathfinders (The Epic of Flight Series). Alexandria, Virginia: Time-Life Books, 1980. ISBN 0-8094-3256-0.
- Postma, Thijs. Fokker: Aircraft Builders to the World. London: Jane's, 1979. ISBN 0-7106-0059-3.
- Weyl, A.J. Fokker: The Creative Years. London, Putnam publications, 1965
- Fokker, Anthony and Bruce Gould. Flying Dutchman: The Life of Anthony Fokker. London: George Routledge, 1931.